# Bookrunner
Der Bookrunner ist ein Kreditinstitut, das im Rahmen eines Bankenkonsortiums als Konsortialführer fungiert und dabei für die Zuteilung und Platzierung einer Emission verantwortlich ist.

## Aufgaben
Der Bookrunner (auch „Global Coordinator“ genannt) erstellt zunächst ein Emissions- und Platzierungskonzept, dem – im Einvernehmen mit dem Emittenten und den Konsorten – die Festlegung der Zeichnungsfrist folgt, innerhalb derer eine Übernahme der Emission durch Teilnehmer des Kapitalmarktes erfolgen muss. Der Bookrunner führt beim Bookbuilding-Verfahren ein Orderbuch, in welchem er die Gebote innerhalb der Zeichnungsfrist sammelt. Dieses Orderbuch, das übrigens dem Bookrunner den Namen gegeben hat, gewährleistet dem Bookrunner einen jederzeitigen Überblick über die aktuell vorhandene Nachfrage. Nach Ablauf der Zeichnungsfrist ist der Bookrunner für die Preisfestlegung verantwortlich, die auf Grundlage der eingegangenen Zeichnungen durch die Auswertung des Orderbuchs erfolgt. Hierbei analysiert der Bookrunner die Preiselastizität, muss jedoch gleichzeitig auch die Vorstellungen des Emittenten berücksichtigen.
Dann entscheidet der Bookrunner im Einvernehmen mit dem Emittenten und den Konsortialbanken, welche bietenden Investoren den Zuschlag erhalten.

## Rechtsgrundlagen
Der Bookrunner fungiert meist als Konsortialführer im Rahmen eines Bankenkonsortiums, welches rechtlich als Gesellschaft bürgerlichen Rechts (BGB-Gesellschaft) zu qualifizieren ist (§§ 705 ff. BGB). Um seine Aufgaben autonom erfüllen zu können, besitzt der Bookrunner regelmäßig – in Abänderung der Regelungen des § 709 BGB – alleinige Geschäftsführungs- und Vertretungsbefugnis im Konsortium. Als Bookrunner obliegt ihm auch die Aufgabe der Zusammenstellung des Bankenkonsortiums, wobei er die Belange des Emittenten berücksichtigen muss. Die Aufgaben des Bookrunners sind wiederum rechtlich als Geschäftsbesorgung (§§ 675 ff. BGB) zu qualifizieren.

## Arten
Der Umfang der Funktionen des Bookrunners unterscheidet sich danach, ob für eine Emission das Bookbuilding- oder das Festpreisverfahren gewählt wurde.

### Bookbuilding-Verfahren
Beim Bookbuilding-Verfahren wird das Orderbuch zentral vom Bookrunner geführt, der nach einheitlichen Kriterien allein für die Zuteilung der Emission zuständig ist. Da der Bookrunner bei diesem Verfahren den alleinigen Überblick über die Zeichnungssituation besitzt, kann er aus dem Orderbuch die Entwicklung der Preiselastizitäten ableiten und regionale Platzierungsmöglichkeiten einschätzen. Nach Ermittlung des endgültigen Preises nimmt der Bookrunner die Zuteilung der Emission an die Konsortialbanken vor, wobei er Vorgaben machen darf, ob und inwieweit Investoren zu berücksichtigen sind.

### Festpreisverfahren
Beim Festpreisverfahren wird der Emissionspreis vor der Platzierung zwischen dem Bookrunner und dem Emittenten festgelegt. Die Emission wird dann komplett zu diesem Preis vom Bookrunner übernommen und anhand der Konsortialquoten auf die Konsortialbanken verteilt. Orderbücher werden hierbei dezentral von jeder einzelnen Konsortialbank geführt, die eine Zuteilung der Emission nach eigenen Kriterien durchführen kann, ohne dass einheitliche Vorgaben zu beachten sind. Der Bookrunner hat dabei keinen Einfluss auf die Zuteilungspolitik der Konsortialbanken.

## Greenshoe
Beim Bookbuilding erfolgt die Kurspflege durch den Bookrunner mit Hilfe der „Greenshoe-Option“. Ist bei der Zuteilung mehr Nachfrage als Angebot vorhanden, so kann der Bookrunner eine – Greenshoe genannte – Mehrzuteilungsoption geltend machen, die ihn berechtigt, einen zusätzlichen Emissionsbetrag bis zu einer Höhe von 10 bis 15 Prozent des Emissionsnennbetrages vom Emittenten zu beziehen. Die Option kann innerhalb eines Zeitraumes von etwa dreißig Tagen nach der Börseneinführung ausgeübt werden.

## Bedeutung
Die zentrale Funktion des Bookrunners zeigt, wie wichtig die richtige Auswahl des Bookrunners insbesondere beim Bookbuilding sein kann. Denn die Höhe des Emissionskurses steht nicht bereits im Vorfeld der Emission fest, sondern hängt insbesondere von den Fähigkeiten des Bookrunners ab. Aus diesem Grund muss der Emittent bei seiner Auswahl des Bookrunners besonderen Wert auf ein gutes Emissionsstanding, gute Marketingfähigkeiten und ein fundiertes Platzierungskonzept legen.